# Trichura dixanthia
Trichura dixanthia är en fjärilsart som beskrevs av George Francis Hampson 1898. Trichura dixanthia ingår i släktet Trichura och familjen björnspinnare. Inga underarter finns listade i Catalogue of Life.